# Carshalton
Carshalton est une ville du borough londonien de Sutton, dans la banlieue sud-ouest de Londres.

## Personnalités liées à Carshalton
- John Major, ancien premier ministre.
- Nicolas Vadot, caricaturiste et dessinateur de presse français.
- Andy Thorn, footballeur international espoirs.
- Godefroy de Boulogne, Lord of Carshalton frere de  Godefroy V de Bouillon

## Galerie

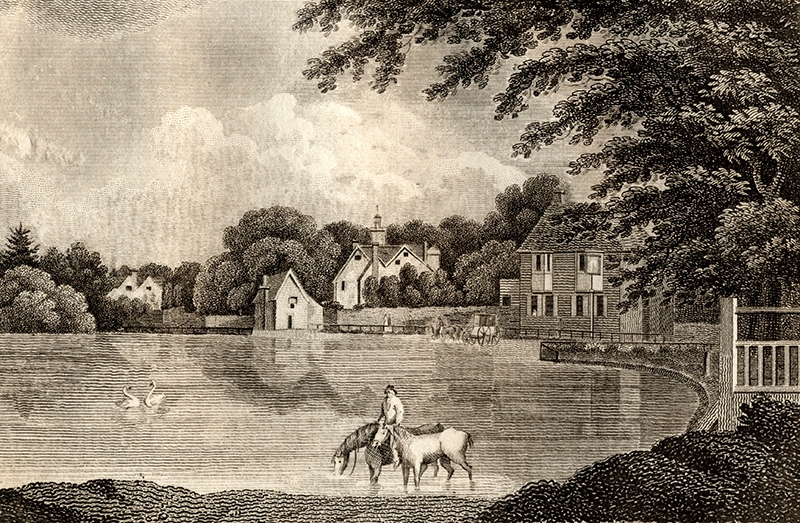
Carshalton en 1806.